# Juha Manninen
Juha Arvid Mikael Manninen, född 24 november 1945 i Helsingfors, död där 13 december 2023, var en finländsk idéhistoriker.  
Manninen var verksam vid Finlands Akademi 1971–1974, blev professor i allmän idé- och lärdomshistoria vid Uleåborgs universitet 1976 (Finlands då enda lärostol i ämnet) och filosofie doktor 1999. Han har främst bedrivit forskning om idéströmningarna under 1700- och 1800-talet, bland annat i arbetet Benjamin Höijer und J.G. Fichte (1987), doktorsavhandlingen Feuer am Pol: zum Aufbau der Vernunft im europäischen Norden (1996) och Valistus ja kansallinen identiteetti (2000), som behandlar upplysningen och den nationella identiteten.